# Charles Goethals (generaal)
Charles Goethals (Maubeuge, 26 april 1782 -  Brussel, 9 april 1851) was een Belgisch generaal.

## Levensloop
Charles-Auguste-Ernest Goethals, telg uit de Gentse familie Goethals werd van Belgische ouders in Frankrijk geboren. Hij behoort tot de Gentse familie Goethals de Mude de Nieuwland
Op 15 september 1797 trad hij in het Oostenrijkse leger, bij het korps bekend onder de naam 'chasseurs Leloup'. Na aan de campagnes van 1797 en 1799 te hebben deelgenomen werd hij in 1800 onderluitenant in het Waals regiment van Wurtemberg. Na nog in 1800 en 1801 aan de Oostenrijkse zijde te hebben gestreden, kwam hij naar Brussel.
In 1804 trad hij toe tot het Franse leger en werd kapitein in 1807. Hij nam in 1809 deel aan campagnes in Italië en Zwitserland en werd geëerd met het Legioen van Eer. Bij de gevechten in  Bellinzona en in Vollano werd hij gekwetst. In 1811 werd hij bataljonchef in het regiment van Illyrië. Hij nam deel aan de campagne van Rusland en werd gevangengenomen. Na twee jaar gevangenschap werd hij in augustus 1814 vrijgelaten en kwam weer naar België.
Hij werd met de graad van luitenant-kolonel in het leger van het Verenigd Koninkrijk der Nederlanden ingelijfd en nam deel aan de Slag bij Waterloo aan het hoofd van het 36ste bataljon jagers. Omwille van zijn heldhaftigheid ontving hij een decoratie en werd hij tot kolonel bevorderd.
In 1820 werd hij commandant van de 3de divisie en in 1826 generaal-majoor. In deze hoedanigheid was hij bevelhebber van de legereenheden in de provincie Antwerpen. In 1830 voerde hij het bevel over de troepen in West-Vlaanderen en zodra een  Voorlopig Bewind was opgericht, sloot hij er zich, met zijn legereenheden, bij aan. Op 6 oktober 1830 werd hij door dit Voorlopig Bewind tot generaal bevorderd. Tot aan zijn pensionering in 1847 bleef hij bevel voeren over legereenheden.

## Familie
Charles Goethals was de zoon van Karel-Willem Goethals (1750-1825) en Adelaïde Spilleux. Hij was getrouwd met Augustine Husmans de Merbois (1784-1871) en ze hadden 3 kinderen, onder wie luitenant-generaal Auguste Goethals (1812-1888) die Belgisch minister van Oorlog werd.

## Adel
In 1822 werd Charles Goethals in de adelstand opgenomen, maar dit ging niet door omdat zijn neef François Goethals er bezwaar tegen aantekende met het argument dat dit een verlening van adel betekende, daar waar het een erkenning had moeten zijn van vroegere adel. Dit bleef aanslepen en pas op 6 augustus 1830 werd hem een diploma van adelserkenning verleend. Gelet op de omstandigheden, werd het diploma niet meer afgeleverd.
In 1845 werd hem dan toch onder het Belgisch koninkrijk erfelijke adel met de bij eerstgeboorte erfelijke baronstitel toegekend.